# Imre Thököly
Imre, comte Thököly de Késmárk / Käsmark (en hongrois : Késmárki gróf Thököly Imre [ˈtøkøli], [ˈimrɛ]), anciennement francisé sous la forme Éméric Thékély, né le 25 septembre 1657 et mort le 13 septembre 1705, est un noble hongrois de Slovaquie qui prend la tête de l’opposition aux Habsbourg à la fin du XVIIe siècle, est reconnu moyennant tribut prince de Haute-Hongrie (l'actuelle Slovaquie) par le sultan ottoman Mehmed IV en 1683 et devient brièvement prince de Transylvanie en 1690.

## Biographie

### Jeunesse
Son père, le comte István Thököly de Kežmarok, en Haute-Hongrie (l'actuelle Slovaquie) avait pris une part importante à la révolte de la noblesse hongroise contre les Habsbourg de 1670, menée par le ban de Croatie le comte Péter Zrínyi, exécuté en 1671, et était mort en défendant son château contre les troupes impériales.
Le jeune Imre Thökoly se réfugie en Pologne, puis en Transylvanie. En 1678, il prend la tête d’une troupe de rebelles baptisés kouroutz (en hongrois kuruczok). Allié depuis 1677 au roi de France Louis XIV, il est abandonné par ce dernier après la Paix de Nimègue (1679).

### Allié ottoman

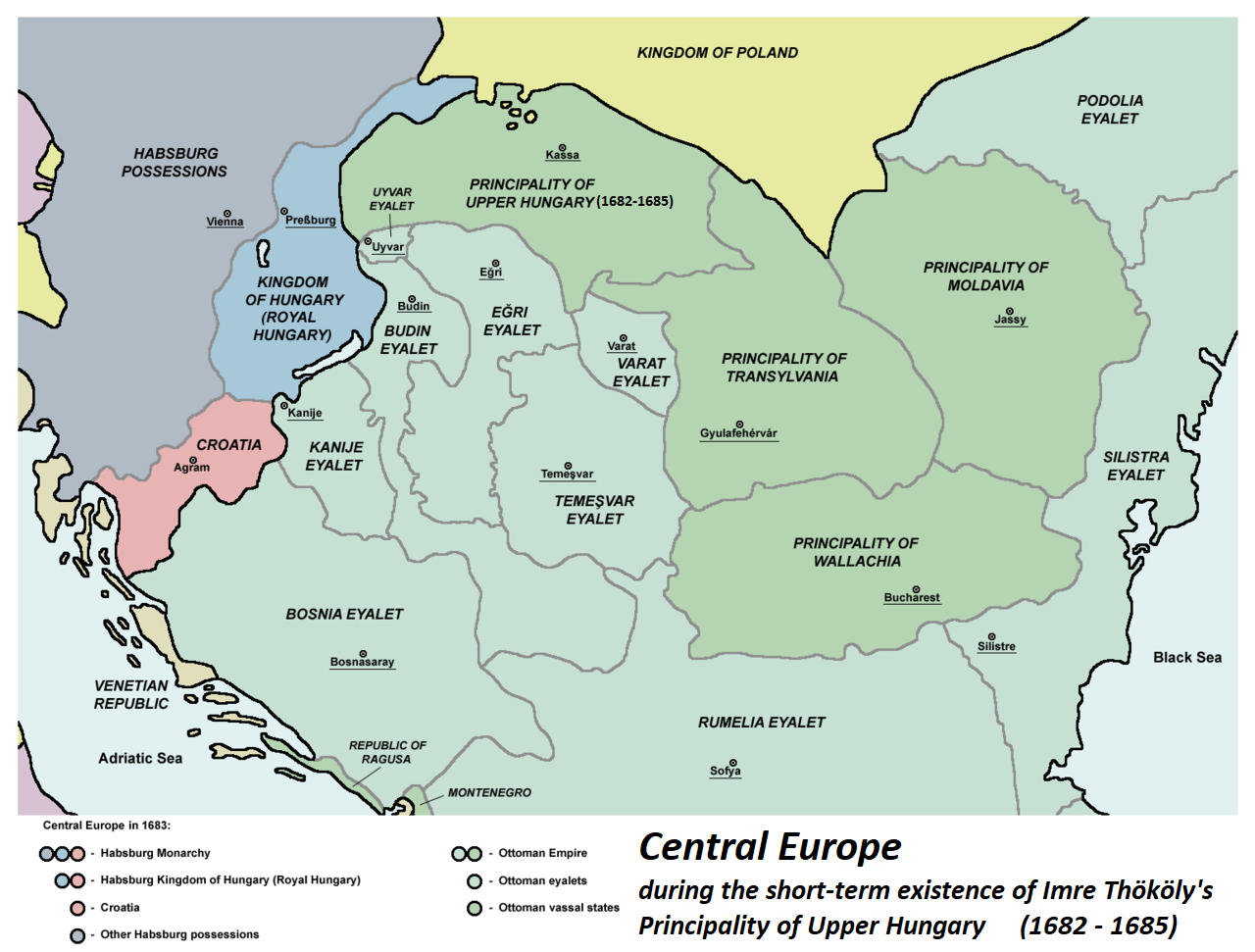
Carte figurant le titre ottoman d'Imre Thököly comme constituant une « Principauté de Haute-Hongrie » ayant existé en Slovaquie, à égalité avec les principautés réelles de Transylvanie, Moldavie, Valachie, Raguse et du Monténégro (vert foncé, tributaires des Ottomans). En réalité, ce territoire de la Haute-Hongrie est contrôlé par les Habsbourg et appartient à la Hongrie royale (bleu).

En 1681 l’empereur habsbourg reconnaît la liberté de conscience religieuse en Hongrie royale afin de ne plus attiser l’insoumission de la noblesse hongroise, surtout réformée mais aussi catholique. Imre Thököly se rapproche néanmoins du sultan ottoman Mehmed IV, qui, contre un tribut annuel de 40 000 thalers, le reconnaît comme « prince vassal de Haute Hongrie », titre et région présentés par l’historiographie hongroise moderne comme constituant un « royaume de Hongrie septentrionale », entre la Hongrie royale de l’ouest (« royaume de Hongrie occidentale ») et la principauté de Transylvanie à l’est (« royaume de Hongrie orientale »),.
En juin 1682, Imre épouse Ilona Zrínyi, veuve du prince transylvain François Rákóczi et fille du comte Péter Zrínyi, tous deux opposants notoires aux Habsbourg.
Afin de soutenir leur protégé, les Ottomans mettent le siège devant Vienne en juillet 1683, déclenchant la « Grande guerre turque ». Pendant ce temps, les kouroutz assiègent Pozsony (Bratislava), alors capitale de la Hongrie royale. L’intervention du roi de Pologne, Jean III Sobieski, sauve la capitale autrichienne lors de la bataille de Vienne le 11 septembre 1683. Les kouroutz de Thököly sont vaincus comme alliés des Ottomans ; nombre d'entre eux se sont rendus sans se battre et le Sultan, soupçonnant Thököly d’avoir joué un double jeu, l’emprisonne brièvement à Andrinople en 1686.
Le 21 août 1690, avec une armée de 6 000 hommes, le Sultan écrase l’armée des Habsbourg à la bataille de Zărnești dans laquelle est tué Mihály III Teleki, autre prétendant au trône transylvain qui est soutenu par les Habsbourg. Le 22 septembre 1690, Thököly est élu prince de Transylvanie par la diète de ce pays, ce qui est aussitôt reconnu par le Sultan. Malgré la reprise de Belgrade par l’armée du grand vizir Fazıl Mustafa Köprülü en octobre 1690, le reflux des Turcs s’accentue au fil de la « Grande guerre turque ». Imre Thököly doit abandonner la Transylvanie le 25 octobre 1690 mais continue à servir au côté des Turcs contre le prince Eugène de Savoie.
Pour cette raison, lors de la signature de la paix de Karlowitz le 26 janvier 1699, Thököly est nommément exclu de l’amnistie promise aux nobles hongrois. Il reste donc avec son épouse dans l’empire ottoman jusqu’à sa mort le 13 septembre 1705, à Nicomédie (İzmit).